# ۳ مسیر (قاعده طلایی)
«۳ مسیر (قاعده طلایی)» (به انگلیسی: 3-Way (The Golden Rule)) ترانه‌ای است که توسط گروه موسیقی کمدی آمریکایی د لنلی آیلند با همراهی خواننده‌های آمریکایی جاستین تیمبرلیک و لیدی گاگا ضبط شده‌است. این ترانه در ۲۴ مه ۲۰۱۱ منتشر شد.